# Tore
Pour les articles ayant des titres homophones, voir Tor et Thor.

Modélisation d'un tore

Un tore est un solide géométrique représentant un tube courbé refermé sur lui-même.  Le terme « tore » comporte différentes acceptions plus spécifiques selon le contexte :
- en ingénierie ou en géométrie élémentaire, un tore est un solide de révolution de l'espace obtenu à partir d'un cercle, ou bien sa surface. Une chambre à air, une bouée, certains joints d'étanchéité ou encore certains beignets (les donuts nord-américains) ont ainsi une forme plus ou moins torique ;
- en architecture, un tore correspond à une moulure ronde, semi-cylindrique.
- en mathématiques, plus particulièrement en topologie, un tore est un quotient d'un espace vectoriel réel de dimension finie par un réseau, ou tout espace topologique qui lui est homéomorphe. La surface du solide de révolution décrit ci-dessus est généralement homéomorphe à (R/Z)×(R/Z), exception faite des cas dégénérés.
- en électronique, un tore magnétique a constitué l'élément de base des mémoires des ordinateurs de seconde génération.
- en astronomie, un tore peut être un anneau planétaire ou satellitaire .

## Solide de révolution engéométrie euclidienne

Un tore est engendré par la rotation d'un cercle autour d'un autre cercle.
R est le rayon du cercle violet. r est le rayon du cercle rouge.

Un tore est le volume de l'espace euclidien R3 engendré par la rotation d'un cercle C de rayon r autour d'une droite affine D située dans son plan à une distance R de son centre. Dans cette acception, certains auteurs désignent par tore plein le solide obtenu, réservant le terme tore pour la surface correspondante.  À l'action d'une isométrie affine directe près, le tore (plein) est uniquement déterminé par les deux paramètres réels R et r.
La forme du tore (plein) dépend du signe de {\displaystyle r-R} :
- si {\displaystyle r=0=R}, le tore se réduit à un point ;
- si {\displaystyle r=0<R}, le tore se réduit à un cercle de rayon R ;
- si {\displaystyle 0<r<R}, le tore est dit « ouvert » et ressemble à une chambre à air ou encore à un beignet (donut nord-américain). Certains auteurs réservent la dénomination de tore à ce cas (ou incluent le cas suivant).
- si {\displaystyle 0<r=R}, le tore est dit « à collier nul »  ou tore fermé ou tore jointif[1] ;
- si {\displaystyle 0<R<r}, le tore est dit « croisé » et ressemble visuellement à une citrouille ; le solide est topologiquement une boule fermée de l'espace tridimensionnel, et sa surface une sphère.
- si {\displaystyle R=0<r}, le tore (plein) est une boule (solide obtenu par la rotation d'un disque autour de l'un de ses diamètres) de rayon r.

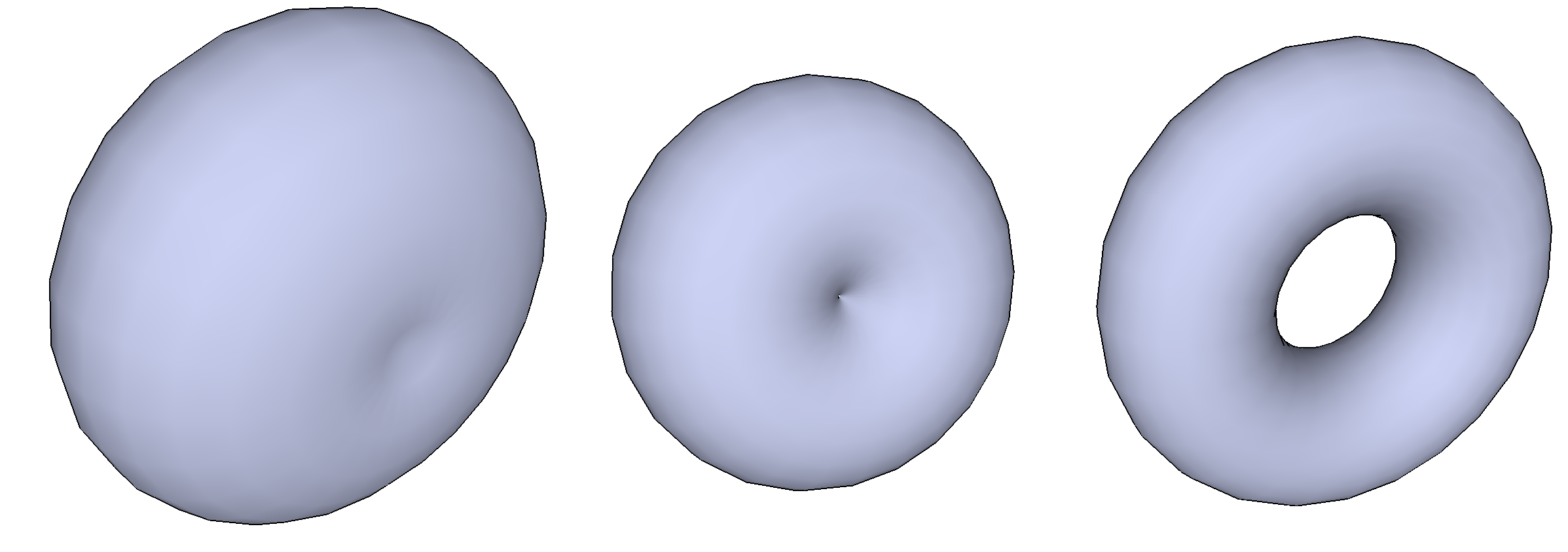
Les trois types de tores : tore croisé, à collier nul et ouvert.

### Équations du tore
Un tore peut être défini paramétriquement par:
{\displaystyle x(u,v)=(R+r\cos {v})\cos {u}},
{\displaystyle y(u,v)=(R+r\cos {v})\sin {u}},
{\displaystyle z(u,v)=r\sin {v}}.
où :
u et v appartiennent à l'intervalle [0, 2π[,
R est la distance entre le centre du tube et le centre du tore,
r est le rayon du cercle C.
En sommant les carrés :
{\displaystyle x^{2}+y^{2}+z^{2}=R^{2}+2Rr\cos {v}+r^{2}}.
On isole {\displaystyle \cos {v}\,} et on élève à nouveau au carré :
{\displaystyle (x^{2}+y^{2}+z^{2}-R^{2}-r^{2})^{2}=(2Rr\cos {v})^{2}}.
Ne reste plus alors qu'à injecter
{\displaystyle z^{2}=r^{2}\sin ^{2}{v}}
pour obtenir finalement : 
{\displaystyle (x^{2}+y^{2}+z^{2}-R^{2}-r^{2})^{2}=4R^{2}r^{2}(1-\sin ^{2}{v})},
{\displaystyle (x^{2}+y^{2}+z^{2}-R^{2}-r^{2})^{2}=4R^{2}(r^{2}-z^{2})}.
Une autre équation cartésienne pour un tore symétrique par rapport à l'axe z est
{\displaystyle \left({\sqrt {x^{2}+y^{2}}}-R\right)^{2}+z^{2}=r^{2},\,\!}
En éliminant algébriquement la racine carrée, on obtient une équation du 4e degré.
{\displaystyle (x^{2}+y^{2}+z^{2}+R^{2}-r^{2})^{2}=4R^{2}(x^{2}+y^{2}).\,\!}

### Aire et volume
Pour R-r positif ou nul, on a :
- Aire du tore : {\displaystyle A=\int \limits _{0}^{2\pi }R\,{\text{d}}\theta \;\left(\int \limits _{0}^{2\pi }r\,{\text{d}}\theta \right)=4\pi ^{2}rR}

- Volume intérieur du tore : {\displaystyle V=\int \limits _{0}^{2\pi }R\,{\text{d}}\theta \;\left(\int \limits _{0}^{2\pi }\int \limits _{0}^{r}r\,\mathrm {d} r{\text{d}}\theta \right)=2\pi ^{2}r^{2}R}

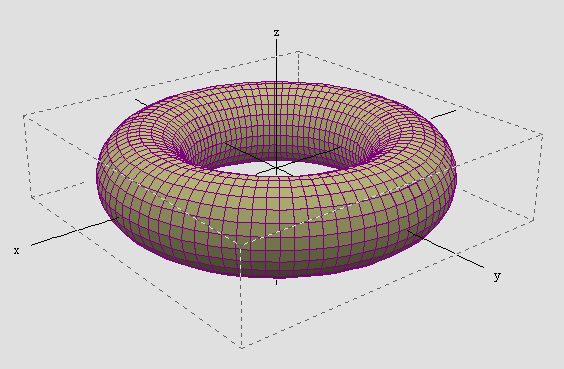
Tore ouvert, pour lequel R = 3 r

Les théorèmes de Guldin permettent d'obtenir ces résultats, et aussi de déterminer les formules de l'aire et du volume du tore croisé (pour R<r).

### Groupe des isométries
Pour R > 0, parmi les isométries remarquables du tore, on distingue :
- les rotations ru d'axe (supposé orienté) D et d'angle u ;
- le retournement a par rapport au plan affine P orthogonal à D passant par le centre de C ;
- le retournement bQ par rapport à tout plan affine Q contenant D ;
- la symétrie centrale s par rapport au projeté orthogonal O de C sur D ;
- les symétries axiales par rapport à toute droite passant par O et contenue dans P ;
- les composées d'une rotation ru par le retournement a.

Évidemment, la symétrie centrale et les symétries axiales s'obtiennent comme composées des retournements décrits. Le groupe G des isométries du tore est isomorphe au produit direct de Z/2Z par le produit semi-direct de S1 par Z/2Z :
{\displaystyle G=Z/2Z\times (R/2\pi Z\rtimes Z/2Z)}.
Un isomorphe naturel est décrit comme suit :
- ru correspond à (0,u,0) ;
- a correspond à (1,0,0) ;
- Pour un plan Q fixé arbitraire, bQ correspond à (0,0,1).

En particulier, bru(Q)=rubQr-u correspond à (0,u,1) ; s correspond à (1,π,0).

### Cercles de Villarceau

Section du tore par un plan passant par son centre. La section est constituée de deux cercles pour trois valeurs de l'angle du plan avec celui du tore : lorsqu'il est confondu au plan du tore, lorsqu'il lui est perpendiculaire et lorsqu'il est bitangent. Dans ce cas, la section est constituée des deux cercles de Villarceau

Les cercles de Villarceau sont deux cercles obtenus en sectionnant un tore selon un plan diagonal bitangent qui passe par le centre du tore. Ils tiennent leur nom de l'astronome et mathématicien français Yvon Villarceau (1813–1883).
Étant donné un point du tore, on peut construire sur le tore quatre cercles passant par ce point : un dans le plan du tore, un autre perpendiculairement à ce plan ;  les deux autres sont les cercles de Villarceau.

### Colorier un tore

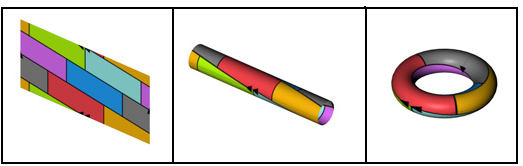
Cette construction montre un tore divisé en 7 régions qui se touchent mutuellement.

Le théorème des quatre couleurs ne s'applique pas pour un tore : il est possible de diviser la surface d'un tore en 7 zones de couleurs différentes (maximum) de sorte que chacune touche les 6 autres. Le théorème de Ringel–Youngs permet de montrer que 7 couleurs suffisent toujours.

### Caractéristique d'Euler d'un tore
La caractéristique d'Euler d'un tore est égale à 0 : il est possible de mailler le tore sans introduire de singularité. 

### Applications
- En recherche nucléaire pour la production d'énergie par fusion, dans les réacteurs de type tokamak, le plasma est contenu par de forts champs magnétiques dans une chambre de forme torique. L'un de ces réacteurs porte d'ailleurs le nom de Tore Supra. C'est aussi la forme des chambres à vide des accélérateurs de particules du type synchrotron (en négligeant les canaux d'entrée et de sortie).
- En électricité, la forme idéale du circuit magnétique d'un transformateur est celle du tore.

## Tore de dimensionn
En topologie, le terme tore est réservé pour désigner des espaces topologiques (ou des variétés). Il existe plusieurs présentations, toutes équivalentes à homéomorphisme (ou difféomorphisme) près. On appelle tore de dimension n ou n-tore, et l'on note Tn, l'espace topologique défini comme :
- produit de n copies du cercle unité S1 ;
- quotient de Rn par Zn ;
- plus généralement, quotient d'un espace vectoriel réel E de dimension finie n par un réseau G ;

Le tore de dimension n est une variété topologique compacte et connexe de dimension n. Obtenu comme quotient E/G, Tn est une variété différentielle et même un groupe de Lie abélien ; l'atlas maximal correspondant ne dépend ni du réseau, ni de l'espace vectoriel. Si E est un espace vectoriel euclidien, le quotient Tn = E/G se présente naturellement comme une variété plate.

Le 2-tore est obtenu par recollement des côtés opposés d'un carré. On obtient une variété plate.

Pour construire un cercle, on peut joindre les extrémités d'un segment en le courbant dans un plan. De même, pour construire un 2-tore, on peut joindre deux à deux les côtés opposés d'un carré en le courbant dans une troisième dimension et plus généralement, pour construire un n-tore, on peut joindre deux à deux les faces (n – 1)-dimensionnelles opposées d'un hypercube de dimension n en courbant cet hypercube dans une nouvelle dimension n + 1. Ainsi, un 3-tore est le recollement des 3 paires de faces opposées d'un cube, dans une quatrième dimension.
Le groupe fondamental de Tn est le groupe abélien libre à n générateurs, soit Zn.
Les tores sont les seuls groupes de Lie abéliens compacts connexes. L'introduction des tores maximaux (sous-groupes compacts abéliens connexes maximaux) est d'une importance capitale dans l'étude des groupes de Lie compacts.

## Dynamique d'un plasma ou d'un fluide dans un tore
Des réservoirs toroïdes ou toriques (en forme de tore) sont présents dans plusieurs modèles de centrales nucléaires dont le récent AP 1000, ou les réacteurs de la série Mark. 
En cas de séisme important avec déplacement latéral du sol, d'explosion ou choc ayant les mêmes conséquences, le flushing (les ondes et vagues induites et leur effet de Ballottement) peut être une source de contraintes inhabituelles et différentiées dans le tore. 
Comprendre le flushing est donc un enjeu pour certaines technologies utilisant des réservoirs toriques, de même que pour les réservoirs circulaire ou toroïde dans un véhicule en déplacement, y compris avion, fusée ou véhicule spatial.
La physique des plasmas formés dans les tores fait également l'objet de nombreuses études, dans le cadre du développement des Tokamaks et de la fusion nucléaire.